# Liberty (contea di Bedford)
Liberty  è una township degli Stati Uniti d'America, nella contea di Bedford nello Stato della Pennsylvania. Secondo il censimento del 2000 la popolazione è di 1.477 abitanti.

## Società

### Evoluzione demografica
La composizione etnica vede una maggioranza della razza bianca (98,78%) seguita da quella degli afroamericani (0,27%), dati del 2000.
| township di Liberty Popolazione |       |
| 2000                            | 1.477 |
| Stima al 2009                   | 1.436 |